# Luke Woodland
Luke Zantua Woodland (* 21. Juli 1995 in Abu Dhabi, Vereinigte Arabische Emirate) ist ein philippinisch-englischer Fußballspieler.

## Karriere

### Verein
Das Fußballspielen lernte Luke Woodland in der Jugendmannschaft von Bolton Wanderers in Bolton. Hier unterschrieb er 2013 auch seinen ersten Profivertrag. Hier spielte er in der U18- und U23-Mannschaft. Von März bis April 2015 wurde er kurzzeitig an Oldham Athletic aus Oldham ausgeliehen. Der Verein spielte in der Dritten Liga, der Football League One. Im Juli 2015 wurde der Vertrag nicht verlängert. Bis Ende Oktober 2015 war er vereinslos. Ende Oktober verpflichtete ihn der FC Chester für den Rest des Jahres. Der Verein aus Chester spielte in der fünften Liga, der National League. Von Ende Dezember 2015 bis Ende März 2016 war er wieder vereinslos. Ende März 2016 nahm ihn Bradford Park Avenue bis Juli unter Vertrag. Im Juli 2016 ging er zu seinem ehemaligen Verein Oldham Athletic. Hier stand er bis Ende November 2016 für den Club auf dem Platz. Anschließend schloss er sich York City, einem Verein, der in York beheimatet ist und in der Vierten Liga, der Football League Two, spielte, an. Im Februar 2017 verließ er England und ging nach Bacolod und schloss sich dem philippinischen Club Ceres-Negros FC an. Mit dem Verein gewann er 2017 die Meisterschaft. Bei Ceres–Negros spielte er bis Dezember 2018. Von Januar bis Juni 2018 war er wieder vereinslos. Ende Juni nahm ihn Buriram United, ein thailändischer Erstligist aus Buriram, unter Vertrag. Einen Tag nach Vertragsunterschrift wurde er an den Ligakonkurrenten Suphanburi FC aus Suphanburi bis zum Ende der Saison ausgeliehen. 2019 wechselte er nach Malaysia und spielte in der Malaysia Super League für Kuala Lumpur FA. Am Ende der Saison belegte der Verein den letzten Platz der Liga und musste somit den Weg in die Zweitklassigkeit antregen. Ende 2019 ging er wieder nach Thailand. Hier schloss er sich Ratchaburi Mitr Phol an. Der Verein aus Ratchaburi spielt in der Ersten Liga, der Thai League. Vo dort ging er zwei Jahre später zu Terengganu FC nach Malaysia.

### Nationalmannschaft
Von 2010 bis 2012 spielte Luke Woodland in den Jugendnationalmannschaften (U-16, U-17, U-18) für England. Seit 2015 spielt er für die Nationalmannschaft der Philippinen. Sein Länderspieldebüt gab er am 16. Juni 2015 in einem WM-Qualifikationsspiel gegen Jemen.

## Erfolge
Ceres–Negros FC
- Philippinischer Meister: 2017